# Taichung-Zentrum
Taichung-Zentrum (chinesisch 臺中市中區, Pinyin Táizhōng shì Zhōngqū, taiwanisch: Tâi-tiong-chhī Tiong-khu) ist ein Bezirk der regierungsunmittelbaren Stadt Taichung in der Republik China (Taiwan). Es ist der Kern, aus dem sich im 20. Jahrhundert die moderne Stadt Taichung entwickelte. Der alte Bahnhof der Stadt befindet sich hier, der neue gleich in der Nähe.

## Lage und Beschreibung
Taichung-Zentrum liegt im Südwesten der Stadt Taichung und gehört zur Kernstadt (den vor der Vereinigung mit dem Landkreis Taichung 2010 bestehenden Stadtbezirken). Es ist von den Nachbarbezirken Taichung-Nord, -Ost, -Süd und -West umgeben. Mit einer Fläche von weniger als einem Quadratkilometer ist Taichung-Zentrum der der kleinste Stadtbezirk ganz Taiwans. Trotz eines erheblichen Bevölkerungsrückgangs seit dem Ende des 20. Jahrhunderts hatte der Bezirk im August 2024 immer noch die zweithöchste Bevölkerungsdichte Taichungs und die zehnthöchste aller Bezirke Taiwans.
Der flache Bezirk wird von zwei Flüssen durchquert, dem Liuchuan (柳川) im Nordwesten und dem Lüchuan (綠川) im Südosten.

## Geschichte

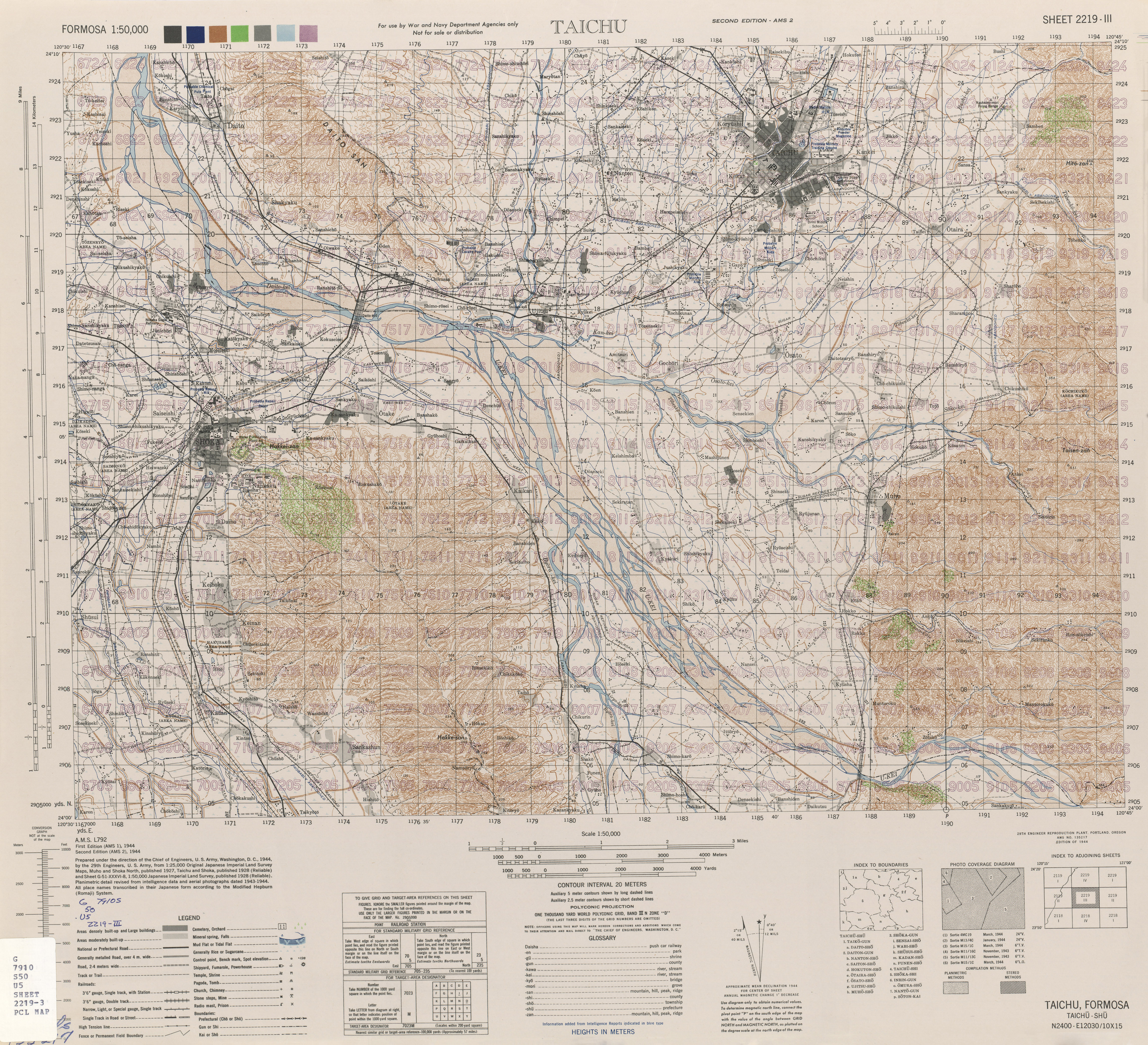
Karte von Taichung (Taichū, oben rechts gelegen) aus dem Jahr 1944.

Das Gebiet des heutigen Bezirks war früher sumpfig. Zur Zeit der Qing-Dynastie machten chinesische Siedler das Land urbar und siedelten am Hügel Dadun (大墩, im heutigen Taichung-Park), der seinen Namen von einem dort befindlichen Rauchsignalhügel (煙墩 Yandun) hatte. Zur Unterscheidung von einem anderen, weiter westlich gelegenen Hügel wurde der Ort später Dongdadun (東大墩, Ost-Dadun) genannt.
Die Entwicklung Taichungs zu einer modernen Großstadt begann zur Zeit der japanischen Herrschaft über Taiwan (1895–1945). Unter Beteiligung der Ingenieure William Kinnimond Burton und Hamano Yashirō wurde die heutige Kernstadt nach einem Schachbrettmuster angelegt und Dongdadun erhielt einen Bahnhof.
Nach dem Zweiten Weltkrieg wurden 1946 zehn Viertel in und um Dongdadun zum neuen Bezirk Taichung-Zentrum zusammengefasst, der seitdem seinen heutigen Namen hat. Dank seiner günstigen Lage am Bahnhof blühte der Ort in den Nachkriegsjahren auf und wurde zu einem bedeutenden Zentrum für Handel und Geschäfte mit einem starken Bevölkerungswachstum. Mit einer Bevölkerungsdichte von ca. 50.000 Menschen pro km² war Taichung-Zentrum 1986 der dichtbesiedeltste Bezirk Taiwans.
Im späten 20. Jahrhundert begannen sich Verkehr, Geschäfte und Siedlungsschwerpunkt Taichungs nach Westen zu verlagern, vor allem nach Xitun und Nantun. Gründe hierfür waren u. a. die Eröffnung der durch diese Bezirke führenden Autobahn Nationalstraße 1 im Jahr 1978, eine sich mehr auf äußere Stadtgebiete konzentrierende Stadtplanung und die räumliche Enge im kleinen Zentrumsbezirk, die eine weitere Entwicklung erschwerte. Zwischen 1986 und 2021 sank die Einwohnerzahl um mehr als die Hälfte, von über 43.000 auf mehr als 17.000 Menschen. 2016 wurde der Bahnhof Taichung in den benachbarten Ostbezirk verlegt.

## Wirtschaft und Verkehr

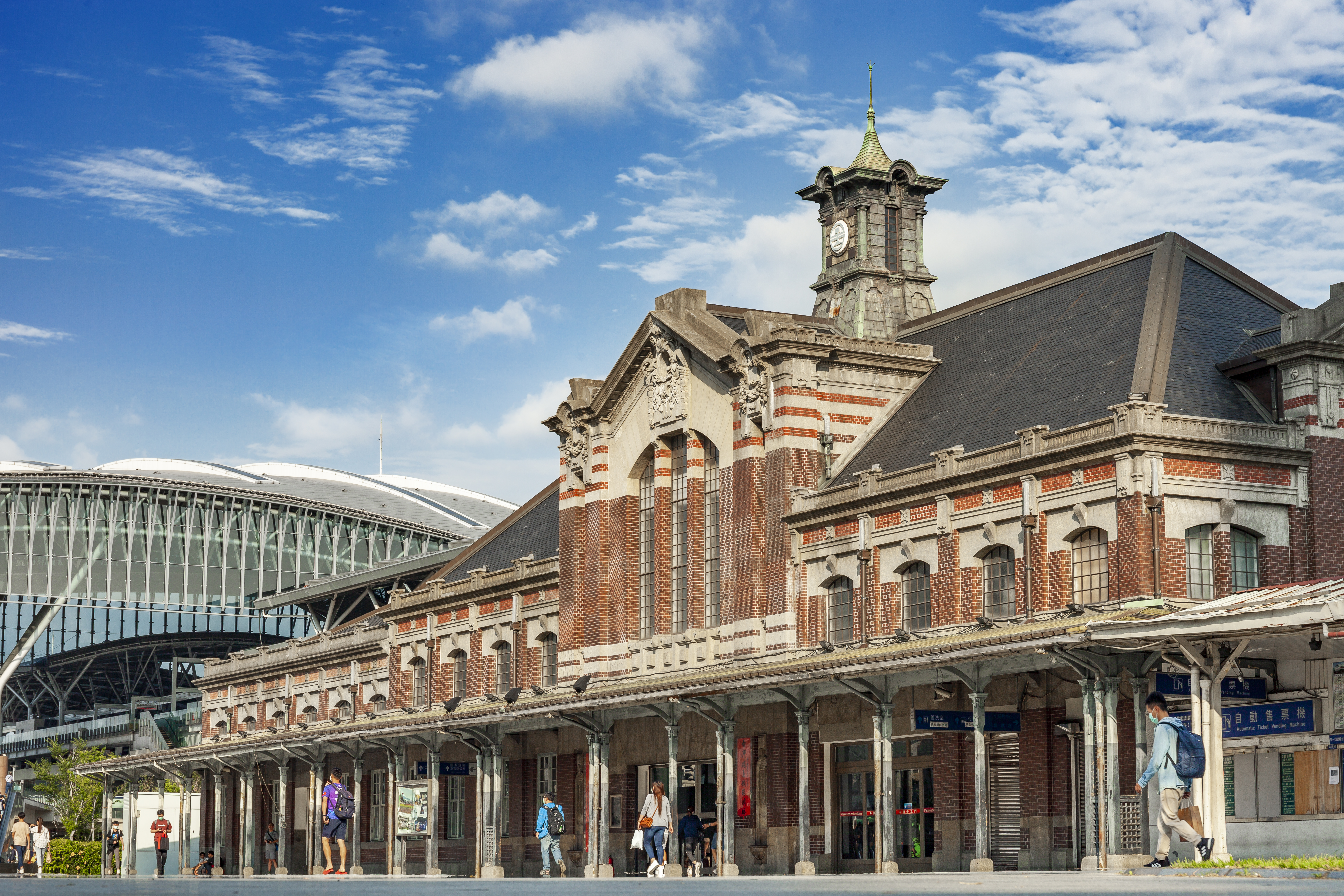
Der alte Bahnhof von Taichung, links dahinter der neue

Stadtviertel von Taichung-Zentrum

Obgleich Taichung-Zentrums wirtschaftliche Bedeutung nicht mehr an frühere Zeiten anknüpfen kann, ist es immer noch ein lebendiges Geschäftszentrum mit vielen Banken.
Bis 2016 befand sich der Bahnhof Taichung der Taiwanischen Eisenbahn in Taichung-Zentrum. Der alte Bahnhof, der während der japanischen Kolonialzeit errichtet wurde, ist heute nicht mehr in Betrieb, der neue Bahnhof befindet sich jedoch in unmittelbarer Nähe auf dem Gebiet des Nachbarbezirks Taichung-Ost. Dieser Bahnhof soll in Zukunft an die Metro Taichung (U-Bahn) angeschlossen werden, die Linien hierfür befinden sich allerdings noch in der Planungsphase.
Was den Bereich des innerstädtischen Straßenverkehrs betrifft, ist Taichung-Zentrum aufgrund seiner Lage und Nähe zum Bahnhof ein bedeutender Verkehrsknotenpunkt, durch den zahlreiche Buslinien verkehren.

## Kultur und Sehenswürdigkeiten
In Taichung-Zentrum befinden sich einige Gebäude aus der japanischen Kolonialzeit, die heute Baudenkmäler sind, allen voran der historische Bahnhof Taichung (舊臺中車站), der von 1905 bis 2016 in Betrieb war. Seit 2020 ist ihm der Schienen-Kulturpark (臺中驛鐵道文化園區) angefügt, in dem man u. a. alte Lokomotiven und Waggons besichtigen kann.
Weitere Zeugen der Kolonialzeit sind die ehemalige Bibliothek der Präfektur Taichū (臺中州立圖書館) aus dem Jahr 1921, die heute eine Bank beherbergt, die 1916 errichtete Kirche der presbyterianischen Liuyuan-Gemeinde (柳原教會) und der 1936 erbaute ehemalige Hauptsitz der Chang Hwa Bank (株式會社彰化銀行本店), der noch heute der Bank gehört und über eine Ausstellung zur Geschichte des Gebäudes verfügt, die man nach Verabredung besuchen kann.
Der Zweite Markt Taichung (臺中市第二市場) von 1917 ist ein überdachter Markt mit ursprünglich drei Flügeln, der mit der Zeit wuchs und heute für seine Imbissstände und taiwanischen Spezialitäten bekannt ist.
Der bedeutendste daoistische Tempel des Bezirks ist der Wanchun Gong, in dem als Hauptgottheit Mazu verehrt wird.
Unmittelbar an Taichung-Zentrum grenzt der Taichung-Park im benachbarten Taichung-Nordbezirk.

## Galerie

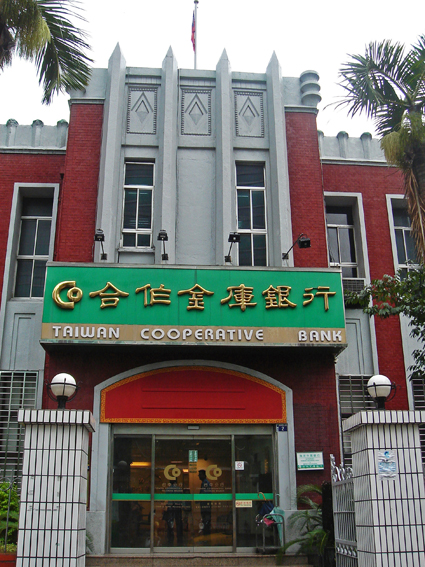
Die ehemalige Bibliothek der Präfektur Taichū
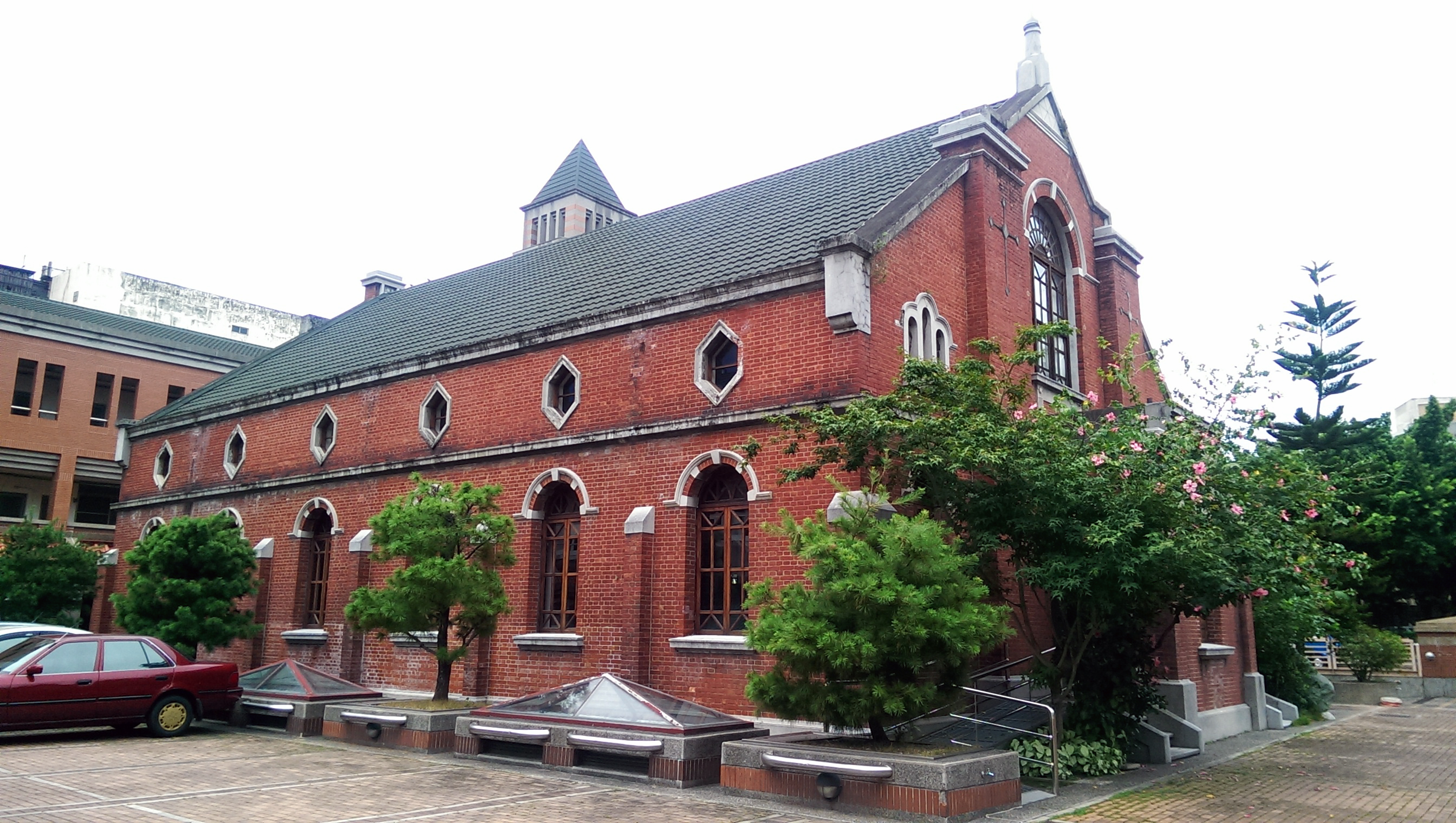
Die Kirche der Liuyuan-Gemeinde
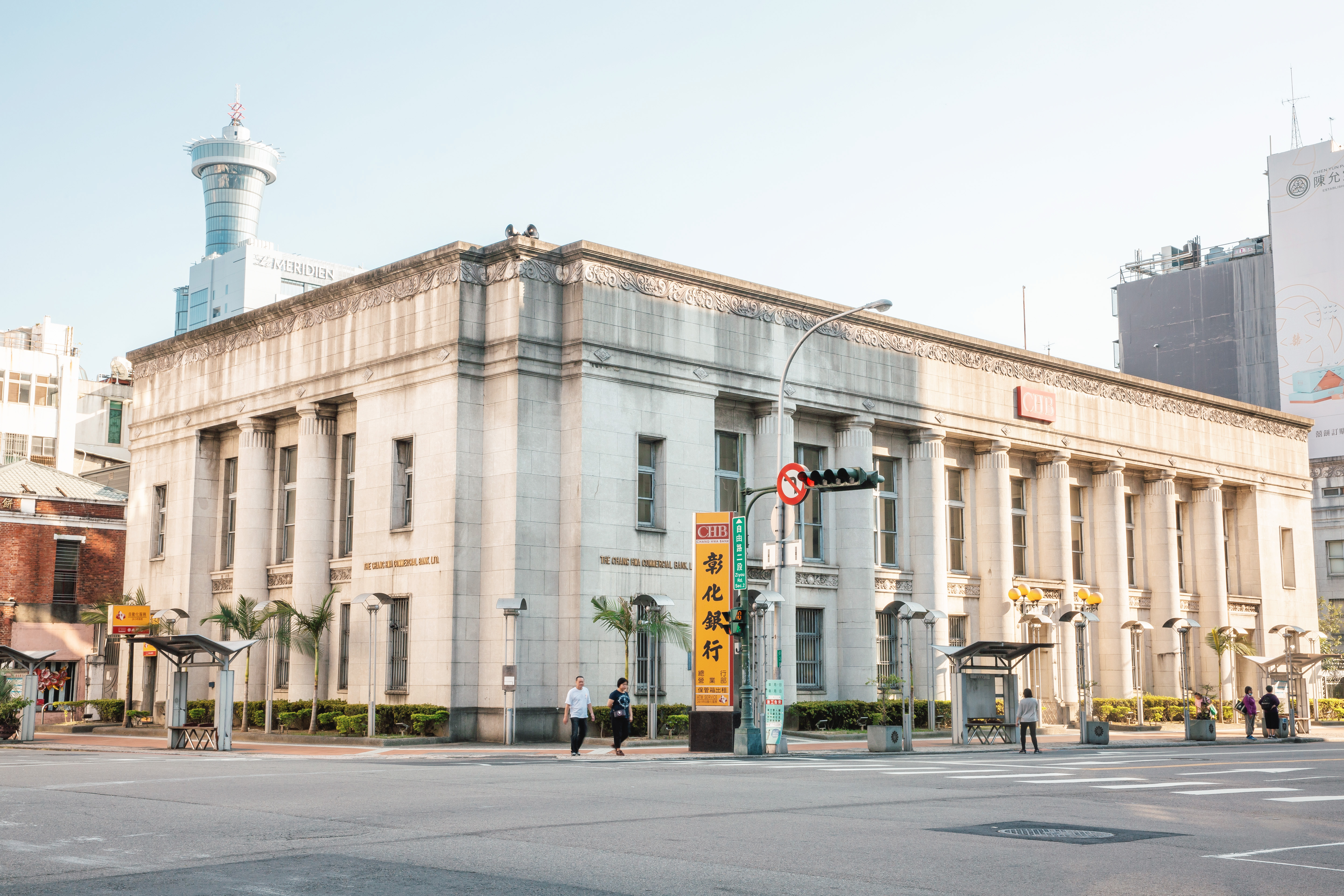
Ehemaliger Hauptsitz der Chang Hwa Bank
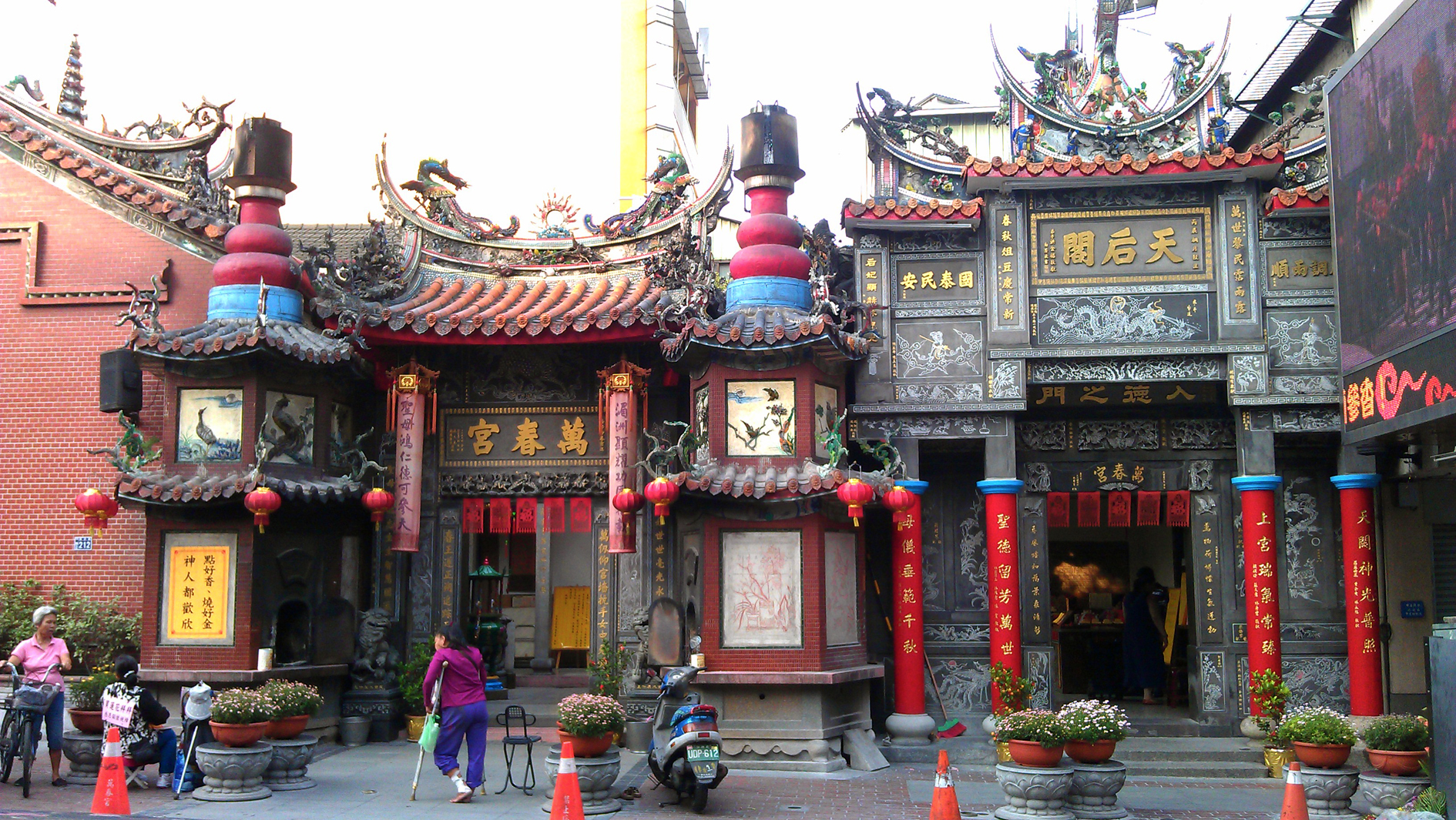
Der Wanchun Gong